# Micas
Micas is een geslacht van kreeftachtigen uit de klasse van de Malacostraca (hogere kreeftachtigen).

## Soorten
- Micas falcipes Ng & Richer de Forges, 1996
- Micas minutus (A. Milne-Edwards, 1873)